# Diplusodon candollei
Diplusodon candollei är en fackelblomsväxtart som beskrevs av Johann Baptist Emanuel Pohl och Dc.. Diplusodon candollei ingår i släktet Diplusodon och familjen fackelblomsväxter. Inga underarter finns listade i Catalogue of Life.